# TGB 1865 Darmstadt
Die TG (Turngemeinde) Bessungen 1865 Darmstadt e. V. ist ein Sportverein in Darmstadt. Es ist der größte Verein im Darmstädter Stadtteil Bessungen und einer der größten und ältesten in Darmstadt. Die rund 1100 Mitglieder verteilen sich auf die Abteilungen Handball, Turnen, Fußball, Tischtennis und Volleyball/Badminton.

## Geschichte
Die TGB Darmstadt wurde am 11. Juni 1865 von Freunden der Turnbewegung gegründet. Erste Turnstunden fanden in kleinen Sälen Bessunger Gaststätten statt und einige Zeit später konnte man auch die Turnhalle der Bessunger Knabenschule benutzen. 1881 erwarb der Verein für damals 2.200 Mark an der Heidelberger Straße ein Grundstück als Turnplatz. Im Jahr 1890 wurde von der Hauptversammlung eine „Turnhallen-Aufbaukommission“ gewählt, die 1898 beschloss, auf dem Gelände eine Sporthalle (Bessunger Turnhalle) zu errichten. 1899 begannen die Bauarbeiten, die Einweihung erfolgte ein Jahr später am 11. November 1900. Aus der anfänglich kleinen Vereinigung wuchs nun einer der größten Darmstädter Vereine. Während des Zweiten Weltkrieges, in denen auch die Bessunger Turnhalle bis auf die Grundmauern zerstört wurde, kam das Vereinsleben zum Erliegen. Ende 1949 wurde der Verein wieder gegründet und die Turnhalle wieder aufgebaut. Der Verein wuchs stetig und neue Abteilungen wurden gegründet.
Im Jahr 1988 veranstaltete der Verein den ersten Bessunger Stadtteillauf. Seitdem findet die Laufveranstaltung jährlich (ab dem Jahr 2010 Bessunger Merck-Lauf) zur Bessunger Kerb (siehe Kirchweih) in der Orangerie statt. Eine finanzielle Schieflage zwang der Verein die Bessunger Turnhalle an die Comedy Hall GmbH zu verpachten. In der Halle ist seit dem 1. März 1996 die feste Spielstätte des Kikeriki Theaters (Puppentheater für Kinder und Erwachsene). Im Jahr 2000 löste sich die Tennisabteilung von dem Verein und ist seitdem der eigenständige Verein TCB 2000 Darmstadt.
Der Verein feierte im Jahr 2015 sein 150-jähriges Jubiläum.

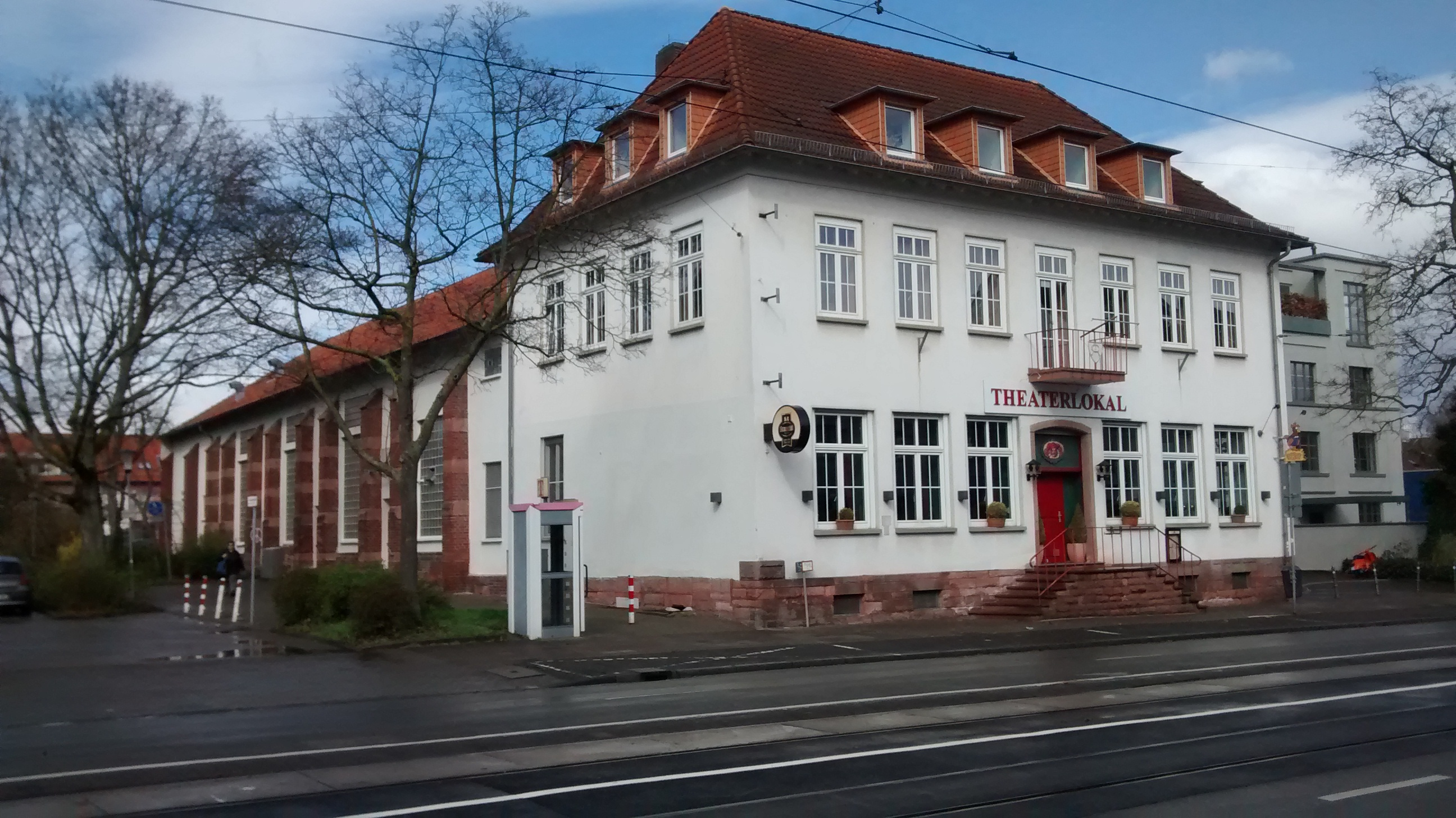
Bessunger Turnhalle

## Sportarten

### Handball
Die Handballabteilung wurde 1924 gegründet. 1978 gelang nach der Meisterschaft in der Oberliga der Aufstieg in die damals zweithöchste deutsche Klasse, die Regionalliga. In der Saison 2005/06 nahm die Männermannschaft an der Hauptrunde des DHB-Pokals teil, wo sie in der ersten Runde dem Zweitligisten HBW Balingen-Weilstetten mit 22:34 unterlag. Die 1. Herrenmannschaft spielte in Saison 2022/23 in der Bezirksoberliga. Die 1. Damenmannschaft spielt in der Saison 2022/23 in der Oberliga Hessen. Die Handballabteilung spielt in der Sporthalle an der Lichtenbergschule.

### Turnen
Die Turnabteilung ist einer der größten Abteilungen des Vereines. Für Erwachsene und Kinder werden neben dem klassischen Turnen verschiedene Übungsstunden angeboten, z. B. Purzelturnen, Rhythmische Sportgymnastik, Aerobic, Mutter-Vater-Kind-Turnen.

### Fußball
Die Fußballabteilung spielt am Sportgelände „Am Haardtring 370“. Die 1. Herrenmannschaft bestreitet ihre Spiele in der Kreisliga C (Stand Juli 2023).

### Tischtennis
Die Tischtennisabteilung wurde 1950 gegründet. In den 1960er Jahren wurde der Trainingsbetrieb unterbrochen und dann 1976 wieder aufgenommen. Die Abteilung nimmt in der Saison 2022/23 mit zwei Herrenmannschaften und zwei Jugend-/Schülermannschaften an der Verbandsrunde teil.

### Volleyball
Die erste Herrenmannschaft der Volleyballabteilung spielt seit der Saison 2014/15 in der Landesliga. Weiterhin hat die Abteilung eine zweite Mannschaft, Mixed Mannschaft und eine Beachvolleyball-Gruppe.

### Badminton
Die Badminton-Abteilung nimmt an keiner Verbandsrunde teil und trifft sich „Just for Fun“ in der Sporthalle der Lichtenbergschule.

## Sportstätten
Der Verein besitzt eine Sportanlage mit Fußballplatz, Beachvolleyplatz und Multifunktionsgebäude am „Haardtring 370“. Daneben werden zwei Sporthallen an der Lichtenbergschule genutzt.